# Cyclo-cross de De Schorre Boom
Le Cyclo-cross de De Schorre Boom (auparavant Niels Albert CX ou Niels Albertland Cyclo-cross) est une compétition de cyclo-cross disputée annuellement à Boom, en Belgique, dans la province d'Anvers. Il s'agit d'une compétition organisée en l'honneur de l'ancien cyclocross-man Niels Albert

## Palmarès

### Hommes élites
| Année | Vainqueur            | Deuxième               | Troisième         |
| ----- | -------------------- | ---------------------- | ----------------- |
| 2015  | Lars van der Haar    | Wout van Aert          | Sven Nys          |
| 2016  | Wout van Aert        | Mathieu van der Poel   | Wietse Bosmans    |
| 2017  | Wout van Aert        | Laurens Sweeck         | Lars van der Haar |
| 2018  | Mathieu van der Poel | Toon Aerts             | Gianni Vermeersch |
| 2019  | Toon Aerts           | Quinten Hermans        | Tom Pidcock       |
| 2020  | Eli Iserbyt          | Michael Vanthourenhout | Toon Aerts        |
| 2021  | Wout van Aert        | Toon Aerts             | Lars van der Haar |
| 2022  | Tom Pidcock          | Lars van der Haar      | Eli Iserbyt       |
| 2023  | Joris Nieuwenhuis    | Cameron Mason          | Eli Iserbyt       |

### Femmes élites
| Année | Vainqueur           | Deuxième             | Troisième          |
| ----- | ------------------- | -------------------- | ------------------ |
| 2015  | Ellen Van Loy       | Maud Kaptheijns      | Loes Sels          |
| 2016  | Jolien Verschueren  | Ellen Van Loy        | Rebecca Fahringer  |
| 2017  | Maud Kaptheijns     | Sanne Cant           | Annemarie Worst    |
| 2018  | Kim Van De Steene   | Alice Maria Arzuffi  | Sanne Cant         |
| 2019  | Alice Maria Arzuffi | Eva Lechner          | Sanne Cant         |
| 2020  | Lucinda Brand       | Ceylin Alvarado      | Denise Betsema     |
| 2021  | Lucinda Brand       | Inge van der Heijden | Denise Betsema     |
| 2022  | Aniek van Alphen    | Denise Betsema       | Shirin van Anrooij |
| 2023  | Fem van Empel       | Puck Pieterse        | Annemarie Worst    |